# Seznam moravských šlechtických rodů, O
Tento seznam obsahuje výčet šlechtických rodů, které byly v minulosti spjaty s Markrabstvím moravským. Podmínkou uvedení je držba majetku, která byla v minulosti jedním z hlavních atributů šlechty, případně, zejména u šlechty novodobé, jejich služby ve státní správě na území Moravy či podnikatelské aktivity. Platí rovněž, že u šlechty, která nedržela konkrétní nemovitý majetek, jsou uvedeny celé rody, tj. rodiny, které na daném území žily alespoň po dvě generace, nejsou tudíž zahrnuti a počítáni za domácí šlechtu jednotlivci, kteří na Moravě vykonávali pouze určité funkce (politické, vojenské apod.) po přechodnou či krátkou dobu. Nejsou rovněž zahrnuti církevní hodnostáři z řad šlechty, kteří pocházeli ze šlechtických rodů z jiných zemí.

## O
- Obešlíkové z Lipultovic
- Svatokřížští od Svatého Kříže[1]
- Offermannové[2]
- Okrouhličtí z Kněnic
- Onešové z Březovic[1]
- Oprostovští z Bělic[1]
- Orlíkové z Laziska
- Orsághové[1]
- Osovští z Doubravice
- Ostromiřští z Rokytníka[1]
- Ostrštokové z Astfeldu
- z Otaslavic
- Othové z Hlohovic[1]
- Otradičtí z Něhova[1]